# Göran Lundström
Göran Lundström (* 2. November 1967 in Stockholm) ist ein schwedischer Maskenbildner.
Göran Lundström ist seit Anfang der 1990er Jahre als Maskenbildner für Film, Fernsehen und Theater aktiv. 1996 gründete er seine eigene Firma EffektStudion in Stockholm. Diese stellt Spezial-Masken und Make-up sowie Animatronics her. Zu sehen sind seine Kreationen in Werbung, Film und Fernsehen, auch in Großproduktionen aus Großbritannien oder den USA.
Für seine Arbeit bei den Filmen Border und House of Gucci wurde er 2019 sowie 2022 jeweils für den Oscar für das Beste Make-up und beste Frisuren nominiert.

## Filmografie (Auswahl)
- 2008: Die Chroniken von Narnia: Prinz Kaspian von Narnia (The Chronicles of Narnia: Prince Caspian)
- 2009: Pandorum
- 2010: Wolfman (The Wolfman)
- 2010: Kampf der Titanen (Clash of the Titans)
- 2011: X-Men: Erste Entscheidung (X-Men: First Class)
- 2011: Harry Potter und die Heiligtümer des Todes – Teil 2 (Harry Potter and the Deathly Hallows – Part 2)
- 2012: Zorn der Titanen (Wrath of the Titans)
- 2012: Cloud Atlas
- 2013: Hänsel und Gretel: Hexenjäger (Hansel & Gretel: Witchhunters)
- 2017: Die Schöne und das Biest (Beauty and the Beast)
- 2017–2018: Genius (Fernsehserie, 19 Folgen)
- 2018: Border (Gräns)
- 2021: House of Gucci